# Alex Baladi
Pour les articles homonymes, voir Baladi.
Alex Baladi, né le 11 juillet 1969 à Vevey, est un auteur suisse de bande dessinée.

## Distinctions
- 2000 : Prix Rodolphe-Töpffer pour Frankenstein encore et toujours
- 2015 : Prix Töpffer Genève pour Autoportrait (13.11.2013 – 14.11.2014)
- 2018 : Prix Töpffer Genève pour Décris-ravage, t. 2 : Décrire l'empire ottoman autour de 1830

## Albums de bande dessinée
- Monsieur Cru, ou le désespoir euphorique, Atoz éditions, 1992  (ISBN 2940013004).
- Comment devenir, Sauve qui peut, coll. « Plié en deux », 1993  (ISBN 2940013055).
- Contes maison, Mosquito, coll. « Bulles dingues ! », 1996  (ISBN 290855111-X).
- Il faut sortir le samedi, B.ü.L.b comix, coll. « 2[w] », 1997 (OCLC 81595443).
- Goudron Plumé, Delcourt, coll. « Encrages », 1997  (ISBN 2840551608).
- Il paraît, My Myself, 2 vol., 2000, 2002[1].
- Joséphine veut..., B.ü.L.b comix, coll. « 2[w] », 2000  (ISBN 294023423-X).
- Rien de canard, La Cafetière, coll. « Crescendo », 2000  (ISBN 287407019-X).
- Froncée, B.ü.L.b comix, coll. « 25[w] », 2001  (ISBN 2940234078).
- Cosmique Tralala, La Cafetière, coll. « Corazon », 2001  (ISBN 287407022X)[2].
- Frankenstein encore et toujours, Atrabile, coll. « Flegme », 2001  (ISBN 2970016540).
- Le poulpe, t. 11 : Ouarzazate et mourir, d'après Hervé Prudon, 6 Pieds sous terre, coll. « Céphalopode », 2002  (ISBN 2910431363).
- Zak et le professeur, La Joie de lire, coll. « Somnanbule », 2002  (ISBN 2882582226).
- Tabloïd, Atrabile, coll. « Sang », 2002  (ISBN 294032901-X).
- Super, Atrabile, coll. « Flegme », 2002  (ISBN 2970016591).
- Pourquoi Tania est si fatiguée ?, Le Reb', coll. « Grain de sable », 2003 (OCLC 85314467).
- L'Irrationnel et un café, L'Association, coll. « Patte de Mouche », 2003  (ISBN 2844141277).
- Nuit..., La Cafetière, coll. « Corazon » :

1. Nuit tombante, 2004  (ISBN 2847740023).
2. Nuit profonde, 2005  (ISBN 2847740058).
3. Nuit blanche, 2006  (ISBN 2847740082).
4. Midi, 2007  (ISBN 9782847740103).

- Dormez-vous ?, avec Ibn Al Rabin, Atrabile, coll. « Sang », 2004  (ISBN 2940329168).
- La Main droite, Atrabile, coll. « Sang », 2004  (ISBN 2940329141).
- Meta Maw, Drozophile, coll. « Maculatures », 2004  (ISBN 2940275130).
- Angle mort, Atrabile, 2005  (ISBN 2940329214).
- Le mois de..., t. 2 : Février 2005, Groinge, mai 2005  (ISBN 2914249217).
- Charge, avec Ghostape, BD-CD, La Cafetière, coll. « Morceau », 2006  (ISBN 2847740074).
- Sadie, Les Requins Marteaux, coll. « Carrément », 2006  (ISBN 2849610275).
- Histoire de la Balafre, L'Association, coll. « Patte de mouche », 2006  (ISBN 2844141935).
- Mort Disco, Atrabile, coll. « Lymphe », 2006  (ISBN 2940329281).
- Sindbad vs le portefaix : voyage au bout des mille et une nuits, avec Gaël Rougy, La Cafetière et Les Oiseaux de passage, 2006 (OCLC 1039739340).
- Disco man, Atrabile, coll. « Lymphe », 2007  (ISBN 9782940329342).
- Peine Perdue, L'Association, coll. « Mimolette », 2007  (ISBN 9782844142436).
- Opus 69, avec Brice Catherin, BD-CD, La Cafetière, coll. « Morceau », 2007  (ISBN 9782847740110).
- Baby, L'Association, coll. « Ciboulette », 2008  (ISBN 9782844142719).
- Petit trait, L'Association, coll. « Patte de mouche », 2008  (ISBN 9782844142894).
- Manœuvres, Atrabile, coll. « Lymphe », 2009 (ISBN 9782940329670).
- Gribouillis, L'Association, coll. « Mimolette », 2010 (ISBN 9782844144119).
- Œuvres vives, Atrabile, coll. « Lymphe », 2010 (ISBN 9782940329755).
- Nuit rapide, Atrabile, coll. « Lymphe », 2011 (ISBN 9782940329854).
- Pure Perte, L'Association, coll. « Mimolette », 2011 (ISBN 9782844144355).
- Cartes sur table, L'Association, coll. « Patte de mouche », 2012 (ISBN 9782844144522).
- Renégat, The Hoochie Coochie, 2012 (ISBN 9782916049267).
- Cosy, L'Association, coll. « Ciboulette », 2014 (ISBN 9782844145055).
- « Libre », dans Le Journal directeur, L'Assocation, coll. « OuBaPo » (no 5), 2014 (ISBN 9782844143471), p. 29-40.
- Plusieurs récits dans OuPus 6, L'Assocation, coll. « OuBaPo » (no 5), 2014 (ISBN 9782844145888). Notamment « Burlesque », p. 44-47 et « Ensemble commun », avec Omar Khouri, p. 48-64[3].
- Voix, Atrabile, coll. « Lymphe » :

1. Vives Voix, 2014 (ISBN 9782889230167).
2. Voix douce, 2017 (ISBN 9782889230563).

- Autoportrait (13.11.201314.11.2014), Atrabile, 2015 (ISBN 9782889230341).
- Traits et regards sur la fin de vie, vol. 1 : Je meurs, Fondation La Chrysalide, 2015 (ISBN 9782940522279).
- Décris-ravages  (avec et d'après Adeline Rosenstein), Atrabile :

1. Premier épisode : Décrire l'Égypte, ravager la Palestine, 2016 (ISBN 9782889230471).
2. Deuxième épisode : Décrire l'Empire ottoman autour de 1830, 2017 (ISBN 9782889230600).
3. Troisième épisode : Décrire et inventer la Terre Sainte, 2018 (ISBN 9782889230723).

- Revanche, The Hoochie Coochie, 2021 - Sélection officielle du Festival d'Angoulême 2022

### Documentation

#### Vidéographie
- Bandes à part : Portrait croisé de cinq dessinateurs, de Point Prod (prod.) et de Thierry  Tripod (réal.), 2008, 52 min.